# Reichenau (otok)
Otok Reichenau je otok v Bodenskem jezeru v južni Nemčiji. Leži zahodno od mesta Konstanca, med Gnadenseejem in Unterseejem, dvema deloma Bodenskega jezera. Otok ima skupno površino 4,3 km2 in obseg 11 km, dolg je  4,5 km in na najširšem delu širok 1,5 km. Najvišja točka, Hochwart, stoji približno 43 m nad gladino jezera in 438,7 m nad srednjo morsko gladino.
Reichenau je s celino povezan z nasipom, dokončanim leta 1838, ki ga med ruševinami gradu Schopflen in vzhodnim koncem otoka Reichenau seka 10 m široka in 95 m dolga plovna pot, Bruckgraben. Nizek cestni most omogoča prehod navadnih čolnov, ne pa tudi jadrnic.
Otok je bil leta 2000 zaradi samostana Reichenau vpisan na Unescov seznam svetovne dediščine. Samostanska cerkev, Münster, je posvečena Devici in sv. Marku. Na otoku sta bili zgrajeni še dve cerkvi, posvečeni svetemu Juriju in svetnikoma Petru in Pavlu. Znana umetniška dela v cerkvi sv. Jurija so otonske freske Kristusovih čudežev, edinstvene ohranjene iz 10. stoletja. Sodni izvršitelj samostana je bil nastanjen v dvonadstropni kamniti stavbi, ki so ji v 14. stoletju dodali še dve nadstropji lesenih okvirjev, eno najstarejših pol lesenih stavb na jugu Nemčije.
Med oddaljenimi posestmi samostana je bil Reichenau, vas ob Zgornjem Renu v občini Tamins v švicarskem kantonu Graubünden, poimenovana po samostanu.
Danes je otok znan tudi po zelenjavnih kmetijah. Wollmatinger Ried ob otoku je velik naravni rezervat, mokrišče s trstičjem, ki ga številne ptice med letno selitvijo uporabljajo kot postanek.

## Zgodovina
Otok Reichenau so zgradili in naselili že Rimljani. Takole opisuje benediktinski menih Walahfrid Strabo v svoji knjigi 7: »V tem jezeru (Bodensko jezero) je otok, ki bi ga Tiberij lahko uporabil kot grad, tako rekoč, ob pohodu proti Vindeličanom v bitkah na ladjah«.
Nepremičnine so bile do 30. let 18. stoletja v lasti fundacije ali knezoškofa. Za fevde so jih dali vinogradnikom ali kmetom. Fevdalni sistem je bil razpuščen v 1830-ih letih. Zemljišča so lahko kupili nekdanji najemniki.
Po koncu druge svetovne vojne je bilo poleti 1945 za dva meseca in pol evakuiranih približno dve tretjini prebivalcev otoka. Približno 3000 francoskih zapornikov iz koncentracijskega taborišča Dachau je tam preživelo karanteno, preden so se vrnili domov.
Junija / julija 1999 je bil dostop prek jezu na otok za nekaj tednov blokiran zaradi "binkoštne poplave" Bodenskega jezera, tako da so morali otok oskrbovati s tovornjaki Bundeswehra.

## Geografija
Otok je del občine Reichenau in je kulturno in upravno središče občine. Upravni sedež in od ustanovitve največje vasi je Mittelzell. Občina Reichenau poleg otoka vključuje tudi celinska območja.
Leži v zahodnem delu Bodenskega jezera, Untersee, med Konstanco in Radolfzellom. S kopnim je povezan preko jezu Reichenauer, ki je bil zgrajen leta 1838. Najvišja točka otoka (Hochwart, prej Friedrichshöhe) je na nadmorski višini 438,7 metra in se dviga približno 43 metrov nad gladino jezera.
Otok je dolg 4,5 kilometra in širok 1,5 kilometra in ima skupno površino 4,3 kvadratnih kilometrov. Obseg je 11,0 kilometrov. Ta podatek se nanaša na območje otoka zahodno od Bruckgrabena. Po površini je otok daleč največji v celotnem Bodenskem jezeru in je več kot šestkrat večji od drugega največjega otoka Lindaua. V poznih 1980-ih je Reichenau prehitel Lindau kot največji otok po številu prebivalcev.
Trenutno prebivalstvo otoka Reichenau je ocenjeno na 3200 do 3300. Zadnje natančno število prebivalcev iz uradne statistike izhaja iz popisa iz leta 1961. Okrožja od jugovzhoda do severozahoda:
| Št. | Naselje        | Prebivalci ocena 2008 | Prebivalci štetje 1961 | Prebivalci štetje 1885 |
| --- | -------------- | --------------------- | ---------------------- | ---------------------- |
| 1   | Oberzell       | 511                   | 418                    | 292                    |
| 2   | Mittelzell     | 2454                  | 1737                   | 1082                   |
| 3   | Niederzell     | 238                   | 198                    | 149                    |
|     | Otok Reichenau | 3203                  | 2353                   | 1523                   |

Tri vasi so razpršena naselja brez močnega mestnega jedra. Seznam iz popisa dne 1. decembra 1885 poleg dejanskih vasi navaja še 18 zaselkov, hiš in skupin hiš, ki so bile kljub temu dodeljene posameznim vasem.
Ta imena krajev se ne pojavljajo več v kasnejšem popisu iz leta 1905, le imena treh vasi Oberzell, Mittelzell in Unterzell. Devet od 18 prej omenjenih okrožij živi kot imena ulic, večinoma nekoliko spremenjenih: Untere Rheinstraße, Fährenhorn, Häfelishofstraße, Im Rasthof, Rauhofweg, Stedigasse, Bradlengasse, Obere Rheinstraße in Im Genslehorn.

### Geologija
Otok je sestavljen iz morenskih naplavin in izpranega gramoza, ki je bil odložen ob koncu zadnje ledene dobe (Würm). Je del morene, ki se razteza od nasipa na vzhodu do polotoka Mettnau pri Radolfzellu na zahodu.

## Gospodarstvo
Zaradi učinka Bodenskega jezera na uravnavanje temperature, pozitivnih učinkov alpskega fena in posledičnega velikega števila sončnih dni je podnebje na Reichenau še posebej blago. Od tega ima največ koristi zelenjadarstvo, z do tri trgatve na prostem na leto. Približno 160 hektarjev otoka se uporablja za kmetijstvo, več kot 25 % obdelovalnih površin je v rastlinjakih. Paradižnik z otoka Reichenau, solata z otoka Reichenau, solata z otoka Reichenau in kumare z otoka Reichenau so geografske označbe, ki jih varuje EU. Zveza vinogradnikov Reichenau na otoku upravlja najjužnejše vinorodno območje v Nemčiji.
Poleg tega je turizem z več kot 200.000 prenočitvami in številnimi dnevnimi turisti poleg pridelave zelenjave glavni vir dohodka otoka.
EnBW upravlja počitniški objekt za zaposlene v gradu Windegg in okolici (lokalno imenovan Bürgle), ki je v zasebni lasti.

## Muzeji
Muzej Reichenau je lokalni zgodovinski muzej o meščanski zgodovini in habitatu ljudi Reichenaua. Teme so zelenjadarstvo, ribištvo, običaji in umetniki Reichenaua. Muzej zgodovine samostana je v Mittelzellu. Tu je tudi zakladnica za tri cerkve.
Arhiv skupnosti je v kleti turistično-informacijskega urada. Rokopisi in knjige iz samostanskega obdobja so zdaj v Generalnem državnem arhivu v Karlsruheju in v državni knjižnici Baden.

## Znamenitosti
- Müster sv. Marije in Marka, opatijska cerkev samostana Reichenau
- Cerkev sv. Petra in Pavla (Niederzell)
- Cerkev sv. Jurija (Oberzell)
- ruševine gradu Schopflen (Oberzell, Reichenauer Damm)

## Galerija
- Stolpi iz 15. stoletja na romanski cerkvi sv. Petra in Pavla v Reichenau-Niederzellu
- Jugozahodni otok Reichenau
- Jugovzhodni otok Reichenau
- Sv. Jurij, Reichenau-Oberzell
- Avenija topolov na otoku Reichenau
- Eno od številnih zelenjavnih polj na otoku, v ozadju je cerkev sv. Jurija